# Rocca
Rocca, właściwie Sebastián Rocca (ur. 27 kwietnia 1975) – francuski raper pochodzący z Kolumbii, związany z nurtem hardcore rap. Rocca jest członkiem paryskiej grupy hip-hopowej La Cliqua, której utwór, „Requiem”, pojawił się na ścieżce dźwiękowej do dramatu Mathieu Kassovitza Nienawiść (1995) z udziałem Vincenta Cassela. W 2001 wraz z P.N.O. i Reychestą założyli zespół Tres Coronas.

## Dyskografia

### Albumy solowe
- Entre deux mondes (1997)
- Elevación (2002)
- Amour suprême (2003)

### Z zespołem La Cliqua
- Conçu pour durer (1995)
- La Cliqua (1999)
- Le meilleur, les classiques (2007)

### Z zespołem Tres Coronas
- Nuestra Cosa (2005)